# L'École du soupçon
L'École du soupçon est le titre d'un téléfilm et d'un livre de Marie-Monique Robin.

## Thème
Le téléfilm et le livre s'intéressent aux conséquences de la lutte contre la pédophilie et la pédérastie, en particulier son influence sur la présomption d'innocence. Après avoir systématiquement nié l’existence de relations sexuelles entre élèves et enseignants, l’Éducation nationale opère une volte-face au milieu des années 1990 : compte tenu du changement des mentalités, de tels actes furent dorénavant signalés à la hiérarchie du corps enseignant et juridiquement poursuivi.
Mais, sous l’effet de la pression médiatique, ces mesures auraient également conduit l’État à adopter un dispositif de contrôle inadapté, qui minerait en profondeur l’ensemble du corps enseignant et qui, selon la journaliste, menacerait à terme l’équilibre même des enfants. En effet, depuis l’adoption de la circulaire française du 26 août 1997 concernant les violences sexuelles, qui impose le signalement au procureur de la république du moindre fait ou geste susceptible de correspondre à cette description, les accusations d'abus sexuels en milieu scolaire se sont multipliées. Certains cas se sont, en effet, avérés positifs, mais des centaines de personnes n'étant en rien concernées ont vu leur vie brisée, ce qui, de fait, aurait amené les enseignants à modifier en profondeur leurs comportements vis-à-vis des élèves en s’interdisant notamment désormais le moindre contact physique. En filigrane, l’enquête qui donne la parole à des enseignants accusés sans fondement, propose également une réflexion sur l’école et l’éducation, les relations entre enfants, adultes et adolescents ainsi qu'au rapport au corps de l'autre,.

## Fiche technique

### Le téléfilm
- Première diffusion : mardi 2 octobre 2007 à 20:40 (câble, satellite et TNT).
- Durée : 52 minutes
- Production : France 5 / Image & Compagnie / Planète. Année : 2007

### Le livre
- L’École du soupçon, les dérives de la lutte contre la pédophilie, édition La Découverte, 2006 (335 pages)[4].